# Phronima sedentaria
Phronima sedentaria är en kräftdjursart som först beskrevs av Forskål 1775.  Phronima sedentaria ingår i släktet Phronima och familjen Phronimidae. Inga underarter finns listade i Catalogue of Life.